# 洪庙村
洪庙村，是上海市奉贤区奉城镇轄下的一個村莊。原為洪庙镇，舊洪庙镇下辖盘灶村、洪西村、洪南村、洪北村、白衣聚村、洪庙村、盘基村、集贤村等。2002年4月，與原奉城镇、塘外镇合併為新的奉城镇。現今聚落稱為洪庙村，因境內的洪福寺而得名。該村位於上海市南部，北臨黄浦江，南接杭州湾，西鄰奉城镇奉城聚落，東接四团镇，北为头桥聚落，南为大海。
洪庙村地势平坦，属长江三角洲冲积平原，地基承载为每平方米8－10吨。村内地面标高较高，区域平均标高达4－4.5米，高于上海平均标高0.5米以上。该地气候属亚热带季风气候，常年主导风向为东南风。气候温和，日照充足，四季分明，雨水充沛。年均降雨量约1091毫米，无霜期232天，年平均气温15.5℃，年平均日照时数1942小时，平均相对湿度82%，平均风速为3.3米/秒。